# Revolución moldava de 1848
La Revolución moldava de 1848 es el nombre utilizado para el fracasado movimiento nacionalista romántico y  liberal rumano inspirado en las revoluciones de 1848 en el principado de Moldavia. Buscando inicialmente acomodo dentro del marco político definido por el Regulamentul Organic,  finalmente lo rechazó como impuesto por potencias extranjeras (el Imperio ruso) y pidió reformas políticas más completas. Liderado por un grupo de jóvenes intelectuales, el movimiento se limitó principalmente a presentar peticiones y proyectos constitucionales, a diferencia del exitoso levantamiento que tuvo lugar más tarde ese año en la vecina Valaquia, y fue rápidamente sofocado. Esto fue a pesar del hecho de que los revolucionarios de Moldavia eran más moderados y estaban más dispuestos a transigir en sus demandas de reformas que sus homólogos de Valaquia, ya que la vida política y social de Moldavia seguía estando dominada por una aristocracia conservadora y terrateniente, con unaa clase media todavía embrionaria.

## Contexto
En Moldavia, los boyardos, de cuyos  estratos inferiores serían extraídos los revolucionarios, habían entrado en un conflicto agudo con el príncipe Mihail Sturdza, objetando su autoritarismo y no consultarlos, y algunos deseaban el trono para sí mismos. Lo denunciaron ante San Petersburgo y Estambul, formando complots en la asamblea general, pero como estaban divididos internamente y carecían de apoyo popular, Sturdza permaneció indiferente ante estos estallidos.
El campesinado también se vio agraviado, y entre 1846 y 1848 se intensificó la oposición a Sturdza. Las asociaciones comerciales e industriales de Iaşi (la capital) en 1846 protestaron contra el plan del príncipe de aumentar los impuestos nuevamente; en varias zonas rurales, los pequeños y medianos propietarios se opusieron al pago de impuestos adicionales; y en el verano de 1847 se vieron fuertes contiendas en varios  judeţes por boyardos liberales por escaños en la asamblea general. Los campesinos de Moldavia y de Valaquia se negaron a realizar servicios laborales, y la violencia y la huida al extranjero aumentaron en el otoño de 1847 y la primavera siguientes. Ansiosos por el cambio, los intelectuales se despertaron con la revolución de febrero en París, donde varios de ellos estaban estudiando.

## Curso de los eventos

### Iași

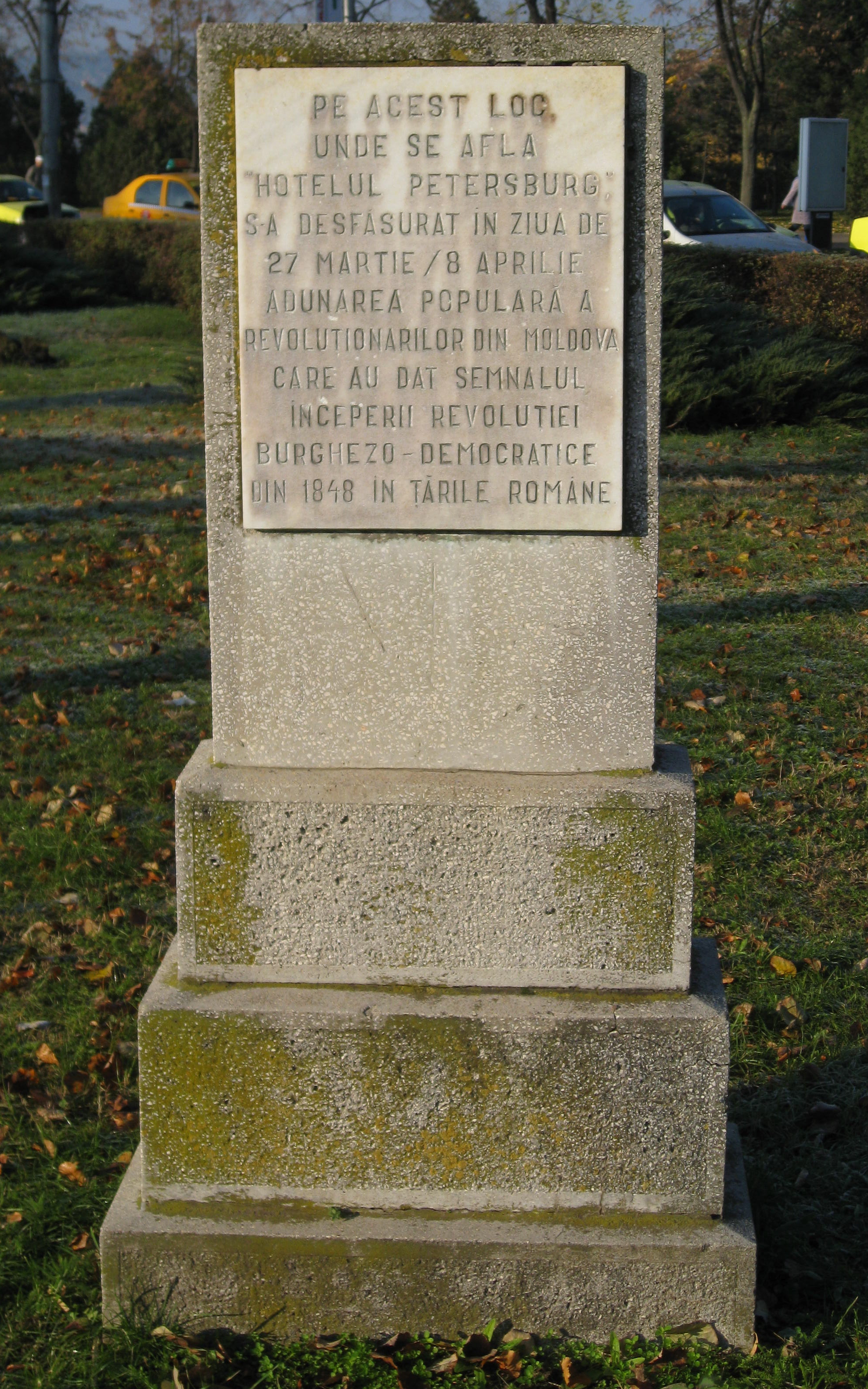
Placa de la era comunista que marca el sitio del hotel Petersburg, donde se reunió una asamblea el 8 de abril y redactó una petición para el príncipe Mihail Sturdza.

Los revolucionarios moldavos llegaron a Iaşi después de que estallara la violencia en Valaquia. El 8 de abril de 1848, algunos grandes boyardos opuestos a Sturdza, boyardos liberales más jóvenes, y representantes de la clase media y de otras clases urbanas, quizás un millar en total, se reunieron en el Hotel Petersburg para decidir el curso de la acción. Ese encuentro fue la culminación de varias semanas de pequeñas tertulias privadas y varios manifiestos públicos de denuncia del despotismo, todos ocasionados por noticias de los acontecimientos de París, Viena y Berlín. Los moderados prevalecieron, persuadiendo a la asamblea de que apoyara una petición al príncipe exponiendo todos sus agravios y proponiendo las reformas adecuadas. También acordaron disolver su asamblea y todas las demás asociaciones inmediatamente después de entregar la petición. Tal cautela parece haber sido inspirada principalmente por el temor de que las clases bajas urbanas y el campesinado llevaran el movimiento de protesta a los extremos.
Un comité presidido por el poeta Vasile Alecsandri  redactó  Petiţia-proclamaţie  ("La Petición-Proclamación") dirigida a la población en general y al príncipe. Su objetivo general era instaurar un régimen político liberal moderado y estimular el desarrollo económico. El estricto cumplimiento de la ley por parte de los funcionarios y de los ciudadanos se estableció como un principio básico del gobierno, sin lugar a dudas una referencia a la corrupción y a la arbitrariedad del régimen autoritario de Sturdza. Luego se esbozaron las reglas para elegir una asamblea nueva, más representativa y con mayores poderes, incluido el derecho de hacer propuestas al príncipe sobre todos los asuntos que afectasen al bienestar general y a examinar todas las ordenanzas gubernamentales relacionadas con los asuntos públicos y la administración judicial antes de que entrasen en vigor. Instaron a la creación de un banco nacional «para facilitar el comercio» y a la abolición de todos los aranceles «perjudiciales para la agricultura y el comercio», haciendo también un llamamiento general para mejorar las relaciones de los campesinos con los terratenientes y el Estado. Aunque comprometidos con la reforma y las buenas instituciones, no pretendían derrocar a las estructuras políticas y sociales existentes en el país.
Sturdza recibió la petición-proclamación el 9 de abril y aceptó 33 de sus 35 puntos, rechazando los que se referían a la disolución de la asamblea general y a la formación de una guardia nacional, objetando además, al parecer, la abolición de la censura. Para su sorpresa, los líderes del movimiento exigieron la aceptación de toda la petición. Sturdza se retiró al cuartel del ejército y esa noche tomó medidas para aplastar a la oposición. Varias personas murieron en breves enfrentamientos y unas 300 fueron arrestadas. Entre los que huyeron, ya sea a Transilvania o a Bucovina, estaban Alecsandri y el joven oficial Alexandru Ioan Cuza, que llegaría a gobernar los Principados Unidos en la década de 1860. Sturdza, ahora empeñado en detener permanentemente a todos los disidentes, hizo que cualquier sospechoso de oposición fuera arrestado, impuso una censura estricta e hizo que los estudiantes que regresaban de Francia fueran detenidos en la frontera e interrogados antes de que se les permitiera continuar.
El movimiento moldavo y su homólogo valaco alarmaron a Rusia, que a finales de marzo había advertido a Sturdza y al príncipe Gheorghe Bibescu que se enviarían ejércitos a través del Prut si se ponderaban cambios en el sistema del Estatuto Orgánico. La amenaza animó a Sturdza a resistir las demandas de los liberales. En abril, después de que los peticionarios de Iaşi se dispersaran, el zar Nicolás envió a un ayudante, el general Alexander Duhamel, para investigar la situación; en Iaşi instó al príncipe a hacer algunas modestas concesiones para calmar la situación, pero este último rechazó cualquier movimiento hacia el «liberalismo».

### Cernăuți
Reunidos en Cernăuţi, Bucovina, los liberales moldavos formaron el «Comitetul Revoluţionar Moldovean» (Comité revolucionario moldavo) y encargaron a Mihail Kogălniceanu que redactara una nueva declaración de principios, Dorinţele partidei naţionale din Moldova ("Los deseos del Partido Nacional en Moldavia"), publicada en agosto. Más liberal que la petición del 9 de abril, pidió una asamblea elegida con amplios poderes, incluido el derecho a iniciar leyes, y amplió la autonomía local de los judeţes, las ciudades y comunas rurales.
Kogălniceanu también redactó una constitución, Proiectul de Constituţie, que convertía a la legislatura en la rama dominante del gobierno, permitiéndole votar impuestos, elaborar el presupuesto estatal anual, estimular la agricultura, la industria y el comercio, reformar las leyes, elegir al príncipe y elegir al metropolitano y a los obispos de la Iglesia Ortodoxa. Kogălniceanu, un futuro primer ministro de Rumanía, propuso que todos los órdenes de la sociedad estuvieran representados en la asamblea, sin pedir el sufragio universal. En cambio, propuso la creación de un colegio electoral, dando a las clases altas un poder predominante. Como la mayoría de sus colegas, se sintió obligado a permanecer consciente de las realidades sociales y políticas de su época al reconocer la actitud de los boyardos continuó protagonizando y limitando la participación de los campesinos por su falta de educación y experiencia.

## Consecuencias
El 7 de julio, las tropas rusas entraron en Moldavia para evitar el establecimiento de un gobierno revolucionario similar al de Bucarest, pero no cruzaron a Valaquia hasta el 27 de septiembre. La administración militar duró hasta el 1 de mayo de 1849, cuando se firmó la Convención de Balta Liman con el gobierno otomano y se restauró el control conjunto ruso-turco sobre los principados del Danubio.
Las potencias instalaron a  Grigore Alexandru Ghica como el nuevo príncipe de Moldavia en 1849; estaba cerca de los reformadores y en 1848 apoyó su programa liberal. La selección se debió principalmente al gran visir otomano Reshid pasha, quien quedó impresionado con el liberalismo moderado de Ghica, que creía que promovería una administración estable después de las turbulencias del año anterior. Siendo comprensivo con la agenda liberal, no solo permitió que varios revolucionarios regresaran a casa, sino que incorporó a muchos de ellos a su administración, incluidos Kogălniceanu, Alecsandri e Ion Ionescu de la Brad. Introdujo importantes reformas administrativas y promovió el desarrollo económico y la educación, pero finalmente perdió la simpatía de los líderes revolucionarios por no cambiar el estatus del campesinado ni ampliar la participación de las clases media y baja en la vida política.